# Lago Verde (kommun)
Lago Verde är en kommun i Brasilien.   Den ligger i delstaten Maranhão, i den nordöstra delen av landet, 1 400 km norr om huvudstaden Brasília. Antalet invånare är 15 407.
Omgivningarna runt Lago Verde är huvudsakligen savann. Runt Lago Verde är det ganska tätbefolkat, med 54 invånare per kvadratkilometer.